# Ezequiel Fernández Jaén

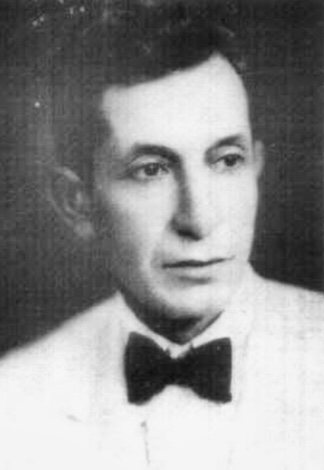
Ezequiel Fernández Jaén

Ezequiel Fernández Jaén (* 3. März 1886 in Penonomé, Provinz Coclé; † 26. März 1946) war ein panamaischer Politiker. Im Dezember 1939 amtierte er kurzzeitig als 18. Staatspräsident.

## Leben
Fernández war während seiner politischen Karriere u. a. Leiter des Obersten Gerichtshofes und General-Registrator der Standesämter. Am 16. Dezember 1939 wurde er übergangsweise, nach dem plötzlichen Tod von Juan Demóstenes Arosemena, Staatspräsident. Bereits am 18. Dezember übergab er die Amtsgeschäfte an Augusto Samuel Boyd nach dessen Rückkehr als Botschafter Panamas aus den USA, der er zu diesem Zeitpunkt der offizielle Vize-Präsident war.
| Personendaten    | Personendaten                  |
| ---------------- | ------------------------------ |
| NAME             | Fernández Jaén, Ezequiel       |
| KURZBESCHREIBUNG | 18. Staatspräsident von Panama |
| GEBURTSDATUM     | 3. März 1886                   |
| GEBURTSORT       | Penonomé, Provinz Coclé        |
| STERBEDATUM      | 26. März 1946                  |